# Улянівська сільська рада (Миколаївський район)
Уля́нівська сільська́ ра́да — адміністративно-територіальна одиниця та орган місцевого самоврядування в Миколаївському районі Миколаївської області. Адміністративний центр — село Михайлівка.

## Загальні відомості
- Населення ради: 1 735 осіб (станом на 2001 рік)

## Населені пункти
Сільській раді підпорядковані населені пункти:
- с. Михайлівка
- с. Червоне Поле

## Склад ради
Рада складається з 16 депутатів та голови.
- Голова ради: Ракоча Меланія Миколаївна
- Секретар ради: Зігунова Людмила Володимирівна

### Керівний склад попередніх скликань
| Прізвище, ім'я, по батькові | Основні відомості                                                         | Дата обрання | Дата звільнення |
| --------------------------- | ------------------------------------------------------------------------- | ------------ | --------------- |
| Ракоча Меланія Миколаївна   | Сільський голова, 1956 року народження, позапартійна                      | 26.03.2006   | 31.10.2010      |
| Ракоча Меланія Миколаївна   | Сільський голова, 1960 року народження, освіта вища, член Партії регіонів | 31.10.2010   |                 |

Примітка: таблиця складена за даними сайту Верховної Ради України

### Депутати
За результатами місцевих виборів 2010 року депутатами ради стали:

#### За суб'єктами висування
| Суб'єкт висування | Кількість обраних депутатів | %  |
| ----------------- | --------------------------- | -- |
| Партія регіонів   | 8                           | 50 |
| Самовисування     | 8                           | 50 |

#### За округами
| № округу        | Прізвище, ім'я, по батькові      | Дата визнання обраним | Освіта             | Партійна приналежність | Відомості про обраного депутата                                                             |
| --------------- | -------------------------------- | --------------------- | ------------------ | ---------------------- | ------------------------------------------------------------------------------------------- |
| Партія регіонів |                                  |                       |                    |                        |                                                                                             |
| 1               | Процик Дмитро Йосипович          | 04.11.2010            | середня спеціальна | позапартійний          | тимчасово не працює                                                                         |
| 7               | Ракоча Тетяна Миколаївна         | 04.11.2010            | вища               | член Партії регіонів   | Ульянівська загальноосвітня школа І-ІІІ ст., заступник директора з НВР УлянівсьоїЗОШ 1-3ст. |
| 9               | Капилюшна Алла Вікторівна        | 04.11.2010            | середня спеціальна | член Партії регіонів   | ТОВ"Каравай", тистоміс                                                                      |
| 11              | Победова Ліля Федорівна          | 04.11.2010            | вища               | член Партії регіонів   | ОчаківськийДПІ, державнийПодатковийінспектор                                                |
| 12              | Демець Катерина Єгорівна         | 04.11.2010            | вища               | позапартійна           | Улянівський ДНЗ"Джерельце", завідувачка ДНЗ                                                 |
| 13              | Гайдай Володимир Павлович        | 04.11.2010            | середня спеціальна | позапартійний          | тимчасово не працює                                                                         |
| 14              | Сарксян Давід Гарнікович         | 04.11.2010            | вища               | позапартійний          | Фермерськегосподарство, керівникгосподдарства                                               |
| 16              | Майданович Світлана Віталіївна   | 04.11.2010            | середня спеціальна | член Партії регіонів   | Улянівськийвідділ зв'язку, листоноша                                                        |
| Самовисування   |                                  |                       |                    |                        |                                                                                             |
| 2               | Циганюк Людмила Віталіївна       | 10.08.2014            | вища               | позапартійна           | , студентка Миколаївського Національного університету ім. О. С. Сухомлінського              |
| 3               | Квасницький Олександр Васильович | 04.11.2010            | середня            | позапартійний          | ФермерськеГосподарств"Квасницький, керівникГосподдарства                                    |
| 4               | Сопільняк Галина Павлівна        | 04.11.2010            | середня спеціальна | позапартійна           | тимчасово не працює                                                                         |
| 5               | Квасницька Людмила Михайлівна    | 04.11.2010            | вища               | позапартійна           | тимчасово не працює                                                                         |
| 6               | Бахтій Алла Миколаївна           | 04.11.2010            | вища               | позапартійна           | домогосподарка                                                                              |
| 8               | Мельник Наталя Михайлівна        | 04.11.2010            | вища               | позапартійна           | приватний підприємець, керівник підприємства                                                |
| 10              | Мальована Наталія Миколаївна     | 04.11.2010            | середня спеціальна | член Партії регіонів   | Улянівська лікарняна амбулаторія, сімейнамедичнасестра                                      |
| 15              | Газічулаєва Ганна Вікторівна     | 15.07.2013            | середня            | позапартійна           | Червонополянський дошкільний навчальний заклад, завідувач                                   |